# Сива, Брайан Джая
Брайан Джая Сива (англ. Brian Jaya Siva, род. 29 января 1972, Тампин, Негери-Сембилан) — малайзийский хоккеист (хоккей на траве), полевой игрок. Участник летних Олимпийских игр 1992 и 1996 годов.

## Биография
Брайан Джая (Джайхан) Сива родился 29 января 1972 года в малайзийском населённом пункте Тайпин.
Имеет медицинское образование.
В 1992 году вошёл в состав сборной Малайзии по хоккею на траве на летних Олимпийских играх в Барселоне, занявшей 9-е место. Играл в поле, провёл 5 матчей, забил 1 мяч в ворота сборной Аргентины.
В 1996 году вошёл в состав сборной Малайзии по хоккею на траве на летних Олимпийских играх в Атланте, занявшей 11-е место. Играл в поле, провёл 7 матчей, забил 1 мяч в ворота сборной Аргентины.
Тренер Стивен ван Хёйзен, под началом которого играл Сива, охарактеризовал его как умного игрока.
Впоследствии переехал в Австралию. Живёт в Перте. Выступает за Западную Австралию в ветеранских хоккейных турнирах.